# アカボウクジラ
アカボウクジラ（赤坊鯨、Ziphius cavirostris）はハクジラ亜目アカボウクジラ科アカボウクジラ属に属する中型のクジラである。

## 名称
1804年にフランスで発見された頭蓋骨の一部に基づき、1823年、フランスの動物学者ジョルジュ・キュヴィエによって新種として報告された。学名は、一部の中世写本にCetos（クジラ）の一種として載る「Ziphius」にちなむ。種小名の「cavirostris」はラテン語の「cavi」と「rostris」に由来し、頭蓋骨中に見られた空洞から名付けられた。
英名の「Cuvier's Beaked Whale）」は、キュヴィエの名前に由来する。別の英名として「Goose-beaked Whale」があるが、これはアカボウクジラの口吻の形状がガチョウのくちばしに似ていることに由来する。  
和名のアカボウ（赤坊）は、アカボウクジラの顔が人間の「赤ん坊」に似ているからであるとされる。別の和名として「カジッポ」という呼び名もある。

## 分類
アカボウクジラ属 (Ziphius) はアカボウクジラ科に属する属の一つで、アカボウクジラただ1種のみが属する。

## 形態

ヒトとの大きさ比較

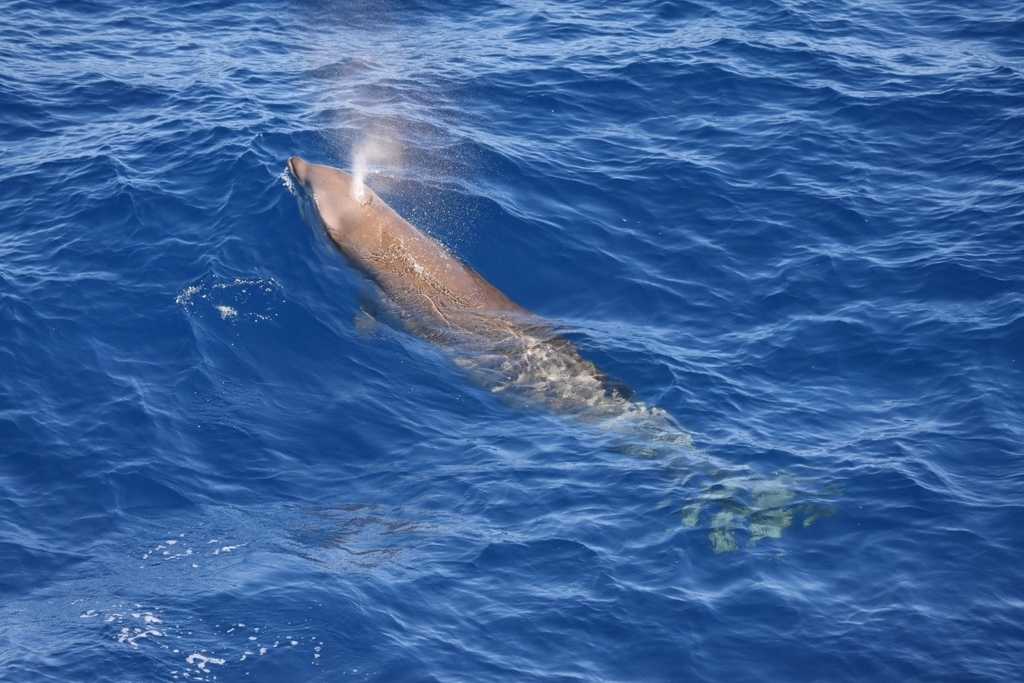
ブロー（ビスケー湾）

成体の体長はオス・メス共に約7メートル、体重は3トンに達し、幼獣は体長が2.7メートル前後である。
アカボウクジラの口吻はアカボウクジラ科の他の種に比べると短く、ガチョウの嘴を思わせる形状である。また、下顎の下に深い皺が二本ある。雄は下顎の先端に円錐状の歯を1対のみもち、雌は歯をもたない。大人の雄の頭蓋骨にのみ学名の由来となった空洞（prenarial basin）が生じる。
メロンのある前頭部は若干膨らんでおり緩やかに前方へと傾斜している。色は白あるいはクリーム色であり、顎から鼻先、背びれに向かって2/3程度の位置まで白い線状の模様がある。その他の部分の体色は個体による違いが大きいが、大雑把には濃い灰青色あるいは赤褐色である。
胸びれは小さく、脇腹にはこれを収める窪みが存在する。ここに鰭を収め、高速遊泳や潜水を行うと推定される。背びれの形状は三角形あるいは鎌状。尾ひれは幅広く、尾の部分の長さは体長のほぼ1/4である。
多くの個体はダルマザメや他のアカボウクジラに咬まれた跡である白い傷跡や斑点を有する。

## 生態

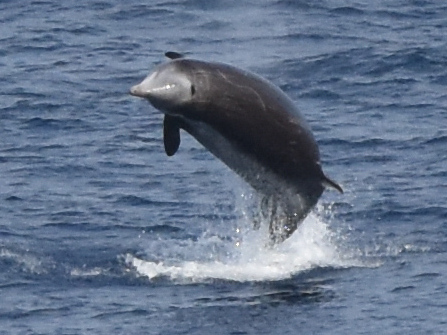
ブリーチング（ビスケー湾）

海上において、オウギハクジラ属のクジラとの識別を行うことは困難である。
寿命は約40年である。
クジラの中でも最も深く潜水する種類の一つとされる。2014年の科学誌『プロスワン』で公表された研究結果によると、アカボウクジラは137.5分間にわたり潜水したり、2,992メートルの深さまで潜ったりしたと測定された。哺乳類最長の潜水記録とされる。2020年には、潜水時間が3時間42分に達した個体が確認された。
子供を亡くした母親が、子供の死骸にすがりつく様子を捉えた観察例が存在する。
深海に生息する魚類や頭足類などを食べ、時に甲殻類も餌にするとされる。

## 生息域

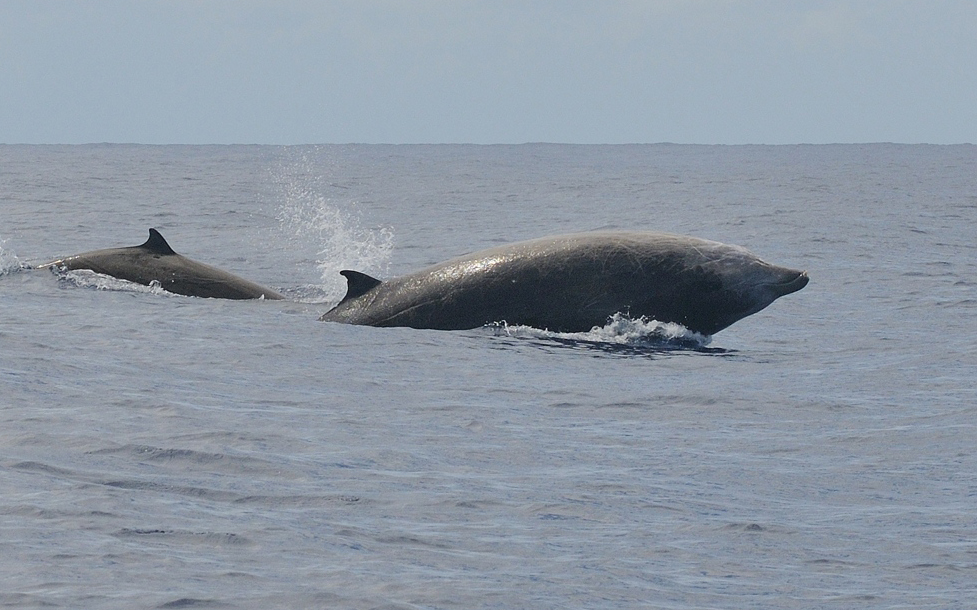
ドミニカ共和国沖の群れ。

アカボウクジラ科の中では最も広範囲な海域に棲息する。水深の深い遠洋を好み、冷たい海域にも温暖な海域にも普遍的に分布する。
アカボウクジラの分布は主に座礁（ストランディング）の記録に基づいて理解されており、大西洋、太平洋、インド洋に広く棲息している。
生体が観察された分布の北限はシェトランド諸島であり、南限はフエゴ島である。
頻繁に見られる場所というわけではないが、スペインとフランスにまたがるビスケー湾における研究が有名であり、日本国内においては例えば駿河湾に良好な生息地があることが判明している。

## 保護

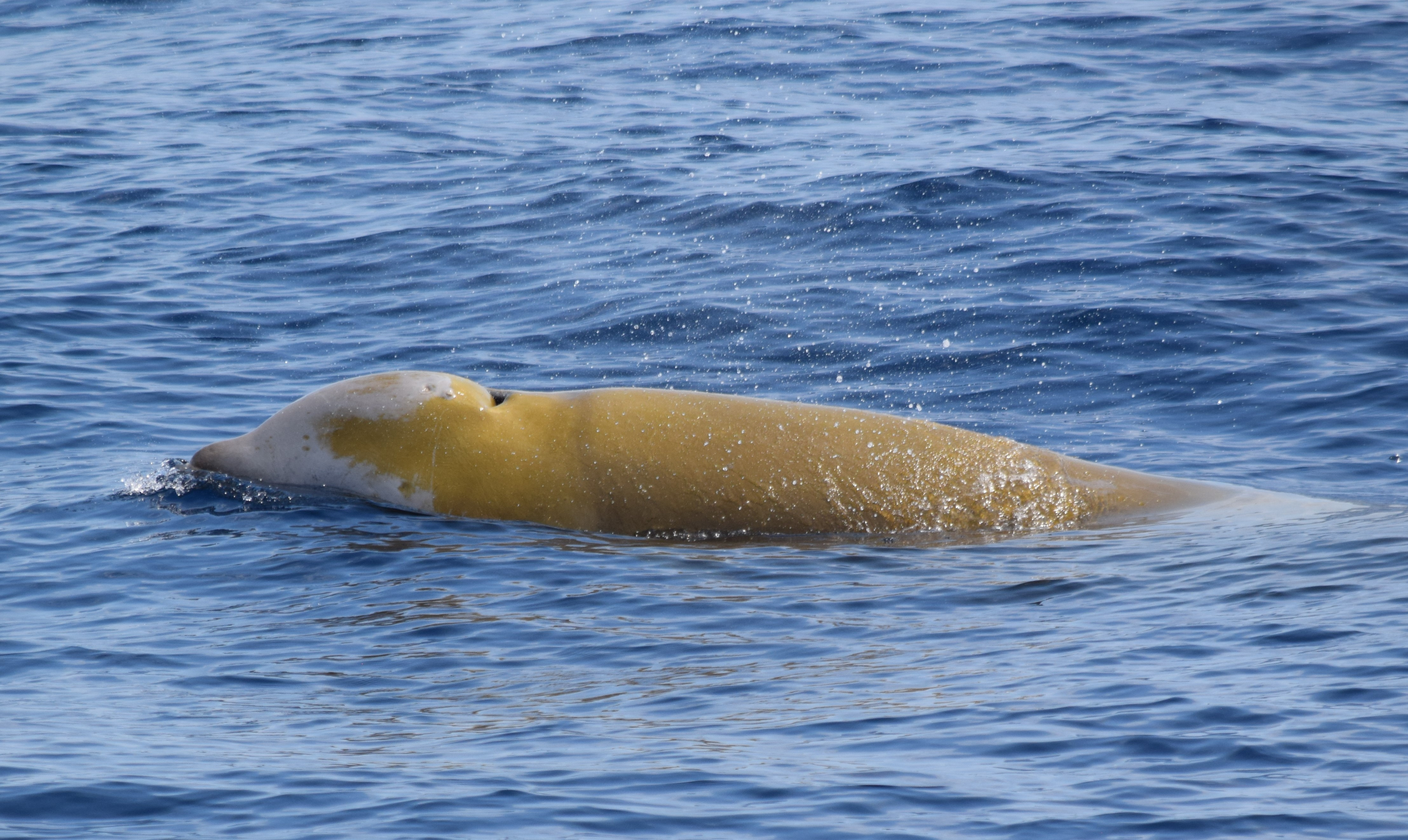
リグリア海の海獣保護区（英語版）にて。

海上における識別が困難であるため、全生息数は不明である。
日本においては、かつてはアカボウクジラは捕鯨の対象であった。他のクジラ目のクジラやイルカと同じく刺し網などによる混獲の被害に遭う個体が多数いるものと考えられている。
また、アカボウクジラは雑音に対して敏感であると考えられている。実際に、地中海のような騒々しい海域において、座礁（ストランディング）が多数記録されている。

## 中世写本のZiphius

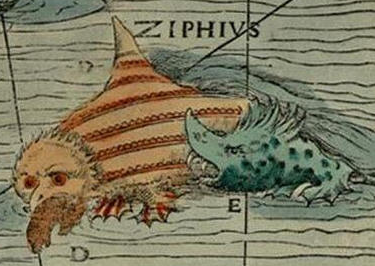
中世における「Ziphius」の描写例（左）。

中世写本に見られる「Ziphius」の名はギリシャ語の「剣」：ξίφος xiphos もしくは「カジキ」：ξιφίας xiphias (剣に由来）に語源があり、「体の一部が刃である」特徴を持った海の獣として様々な姿に描かれたが、G.キュヴィエの言及するコンラート・ゲスナーの『動物誌』は『北方民族文化誌』を引用して「フクロウのような頭と剣のような背中を持ち、広い口でアザラシを飲み込む」絵を載せる。また、ゲスナーは古代の「Aries（Aries marinus）が同様の生き物であると記しているが、キュヴィエ兄弟はこの「Aries marinus」を「シャチ」であると推定している。